# Tupolev Tu-28
Tupolev Tu-28 (NATO: 'Fiddler') a fost proiectat în URSS pentru în anii 1960 ca interceptor cu rază lungă de acțiune. Cunoscut și ca Tu-128, rămâne cel mai mare avion de vânătoare construit vreodată în serie (cel mai mare este Lockheed YF-12, 3 prototipuri).
În anii 1950 Uniunea Sovietică era amenințată permanent de flota de bombardiere strategice ale Strategic Air Command. Aceste avioane cu încărcături termonucleare cu baza în zonele nordice ale Statelor Unite și ale Canadei puteau, survolând Polul Nord, să penetreze cu ușurință spațiul aerian sovietic, și să înainte fără probleme către țintele strategice aflate adânc în interiorul acestui stat imens. Teritoriile întinse și pustii din nordul și nord-estul URSS erau lipsite de apărare în fața atacurilor aeriene, deoarece nu exista o rețea de baze aeriene cu interceptoare destul de densă ca să creeze o apărare fără breșe. De asemenea, interceptoarele folosite erau mai degrabă ușoare și cu rază de acțiune scurtă și nu puteau acoperi aceste spațiu aerian enorm. De aceea, guvernul sovietic a decis proiectarea unui avion de interceptare de mari dimensiuni și cu rază de acțiune suficientă, cu rachete aer-aer grele și radar puternic. 